# Challenge de l'Amitié de rugby à XV
Le Challenge de l'Amitié de rugby à XV s'est disputé à partir de la saison 1941-1942, avec 32 clubs répartis en quatre poules, mais sans demi-finale ni finale, à la suite de l'interruption du championnat de France durant la Seconde Guerre mondiale.

## Palmarès
| Date    | Vainqueur                     | Score   | Finaliste            |
| ------- | ----------------------------- | ------- | -------------------- |
| 1941-42 | -                             | -       | -                    |
| 1970    | ES Peyriac-Bages              | -       | ?                    |
| 1971    | Stade poitevin                | 32 - 8  | CA Sarlat            |
| 1975    | US Carcassonne                | 30 - 18 | Stade langonnais     |
| 1976    | Stade Rodez Aveyron           | 17 - 9  | Lombez-Samatan club  |
| 1977    | Stade aurillacois             | 9-4     | RO Castelnaudary     |
| 1978    | AS Béziers                    | 31 - 6  | AS Fleurance         |
| 1988    | FC Villefranche-de-Lauragais  | 24 - 10 | US Vic-en-Bigorre    |
| 1989    | Lyon OU                       | 6-3     | CS Vienne            |
| 1990    | US Thuir                      | 34 - 9  | La Voulte sportif    |
| 1991    | RC Monceau Bourgogne          | 18 - 0  | US La Seyne-sur-Mer  |
| 1992    | Lyon OU                       | 41 - 24 | SO Chambéry          |
| 1993    | Union Sigean Port-La-Nouvelle | 16 - 15 | FC Saint-Claude      |
| 1994    | RC Aubenas Vals               | 32 - 22 | SC Tulle             |
| 1995    | CS Annonay                    | 35 - 33 | US Cognac            |
| 1996    | SC Tulle                      | 39 - 12 | US Tours             |
| 1997    | US Tours                      | 29 - 8  | SO Ugine Albertville |
| 1998    | Pierrelatte-Tricastin         | 24 - 16 | Malemort XV          |
| 1999    | SO Chambéry                   | 28 - 17 | SC Tulle             |
| 2000    | SC Tulle                      | 29 - 22 | Valence sportif      |